# IC 3657
IC 3657 ist eine linsenförmige Galaxie vom Hubble-Typ SB0? im Sternbild Haar der Berenike. Sie ist schätzungsweise 288 Millionen Lichtjahre von der Milchstraße entfernt.

Das Objekt wurde am 27. Januar 1904 von Max Wolf entdeckt.